# Tintin

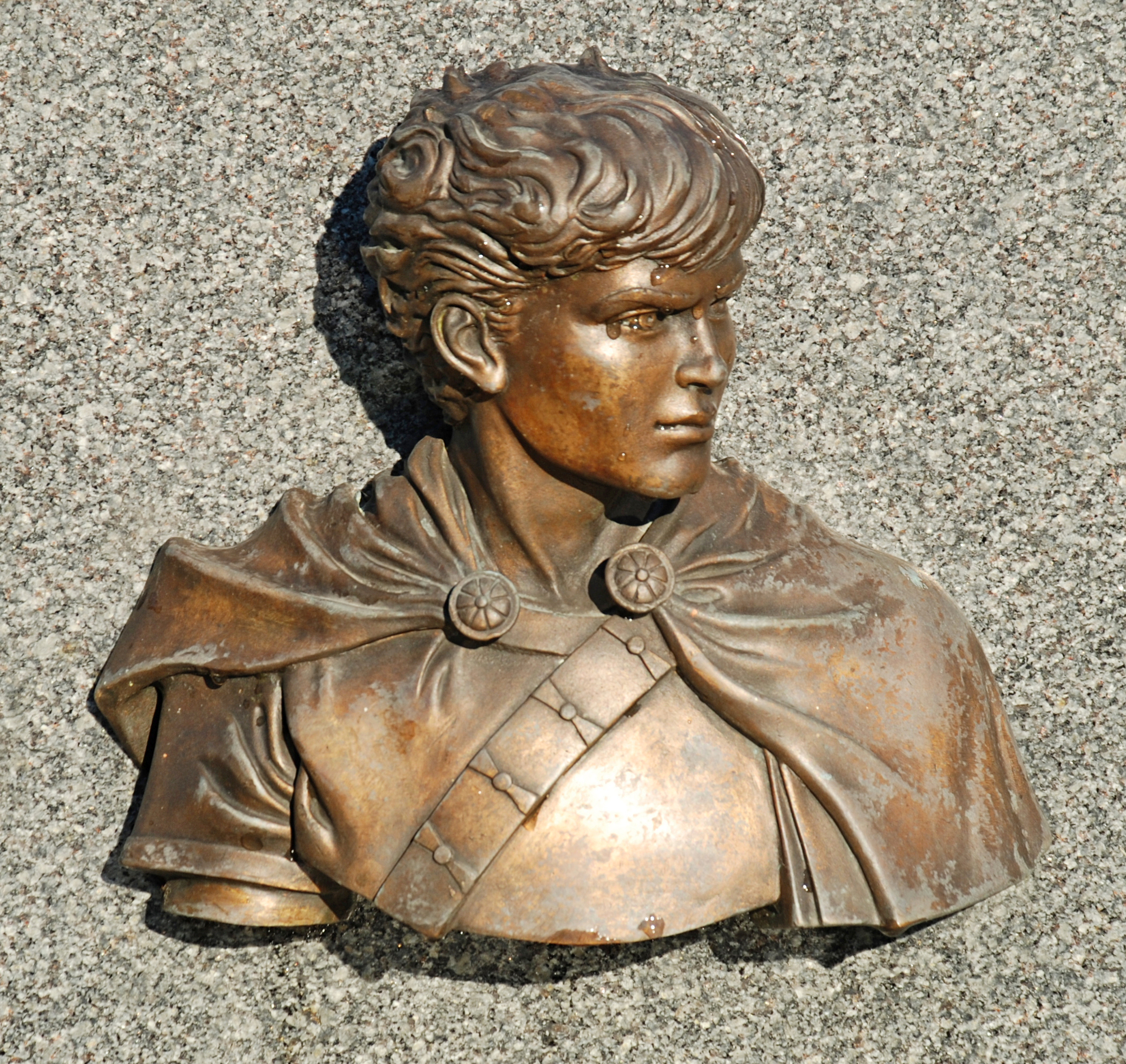
Alix, Protagonist einer der Serien im Magazin

Tintin war ein traditionsreiches, belgisches Comic-Magazin, in dem neben der titelgebenden Tim-und-Struppi-Serie viele klassische frankobelgische Comicserien erschienen sind. Ein Großteil dieser Serien ist eigens für das Magazin entstanden.

## Hintergrund

### Anfänge
Der Erfolg von Hergés Comicserie Tim und Struppi (französisch Tintin) legte die Idee nahe, der Serie mit einem Magazin eine eigene Veröffentlichungsplattform zu geben. Initiator war der Publizist und Résistance-Kämpfer Raymond Leblanc, der zusammen mit Hergé ein solches Magazin startete. Die erste Ausgabe von Tintin erschien am 26. September 1946 in einer Auflage von 40.000 Exemplaren. Unter dem Titel Kuifje gab es von Beginn an eine niederländische Version für den flämischen Teil Belgiens (Startauflage 20.000). Das Heft bestand zu Beginn aus 12 Seiten, davon 5 mit Comics; ab Ausgabe 13 vom 19. Dezember 1946 wuchs der Umfang auf 16 Seiten.
Tintin wurde wöchentlich herausgegeben, mit jeweils zwei Seiten Tim und Struppi, anderen Comics und ausgewählten Reportagen. 1946 erschienen 13 weitere Hefte. Anfang 1947 wurde die Nummerierung so umgestellt, dass jedes Jahr mit Nummer 1 begonnen wurde, so dass auf die 1947 erschienenen Hefte 15 und 16 (die noch die Zählung des Vorjahres fortsetzten) die Nummer 3/1947 folgte.
Am 28. Oktober 1948 startete parallel eine französische Edition, die fortlaufend nummeriert wurde. Sie vollzog einige Wandlungen, Titeländerungen und Neunummerierungen, um ein zur belgischen Originalausgabe eigenständiges Magazin zu formen. So erschienen zunächst bis zum 4. Januar 1973 1262 Ausgaben der Edition Française, gefolgt von 140 Ausgaben Tintin L'Hebdoptimiste.

### Blütezeit
Am 16. September 1975 startete dann unter dem Titel Nouveau Tintin erneut eine 'neue' französische Ausgabe, die sowohl mit Nummer 1 bezeichnet wurde als auch mit Nummer 141 die Nummerierung der früheren Ausgabe fortsetze. Am 30. Mai 1978 erschien mit der Nummer 142 (Nummer 282 der alten Zählweise) die letzte, eigenständige französische Tintin-Ausgabe: Ab Nummer 143 – auch die belgische Edition hatte mittlerweile auf fortlaufende Zählung umgestellt – gab es nur noch ein französischsprachiges Tintin, welches noch bis zum 29. November 1988 (Nummer 690) erschien.

### Niedergang
Mit Tintin Reporter startete am 9. Dezember 1988 der kurzlebige Nachfolger (34 Ausgaben bis 28. Juli 1989), der von Hello Bédé (197 Ausgaben von September 1989 bis Juni 1993) abgelöst wurde. Nachdem Pilote bereits 1989 eingestellt worden war, blieb nach der letzten Nummer von Hello Bédé allein Spirou als letztes der drei großen frankobelgischen Comic-Magazine übrig.

## Serien

### 1940er-Jahre
- 1946: Blake und Mortimer, Corentin, Jo, Jette und Jocko, Tim und Struppi
- 1947: Jojo cow-boy, Stups und Steppke, Teddy Bill
- 1948: Alix, Hassan et Kaddour, Paul und Virginia bei den Langohr-Indianern, Suske und Wiske
- 1949: Bouboule et Noiraud, Monsieur Lambique

### 1950er-Jahre
- 1950: Barelli, Monsieur Tric
- 1951: Cori, der Schiffsjunge, Rémy et Ghislaine, Sexton Blake, Thyl Ulenspiegel
- 1952: Amédée Vilain, L. Frank, Mark Trail, Titi et son chien Tutu
- 1953: Le Prince Riri, Le Chevalier blanc, Mr. Globus, Patrouille des sangliers, Pom und Teddy, Rocky Bill
- 1954: Anatol, Dan Cooper, La Famille Petitoux, Pat Rick et Mass Tick
- 1955: Chick Bill, L’Histoire du monde, Mausi und Paul, Rick Master
- 1956: Harald
- 1957: Michel Vaillant
- 1958: Umpah-Pah
- 1959: Jack Diamond, Percy Pickwick

### 1960er-Jahre
- 1960: Aventure à Sarajevo, Ben Barry, Bob Binn, Flamme d’Argent
- 1961: Tunga
- 1962: Les 3 A, Lieutenant Burton, Wapi
- 1963: Capitan, Line, Panchico, Sven Janssen, Vincent Larcher
- 1964: Howard Flynn
- 1965: Balthazar, Ken Krom, Ringo
- 1966: Andy Morgan, Roland, Ritter Ungestüm
- 1967: Bruno Brazil, Doc Silver, Jugurtha, Lady Bound, Luc Orient, Martin Milan
- 1968: Cubitus
- 1969: Comanche, Robin Ausdemwald

### 1970er-Jahre
- 1970: Tommy Banco
- 1971: Cobalt, Les Panthères, Yorik
- 1973: Buddy Longway, Simon – Zeuge der Zukunft
- 1975: Jonathan
- 1977: Thorgal
- 1978: Xan, Joker
- 1978: Udolfo
- 1979: Bruce J. Hawker

### 1980er-Jahre
- 1980: Aria, Geheimgruppe Drilling, Vasco
- 1985: Adler